# Nortel
Nortel Networks Corporation (NYSE: Nortel) var ett globalt telekommunikationsföretag baserat i Toronto, Kanada, med över 33 000 anställda.
14 januari 2009 ansökte Nortel om skydd mot sina kreditorer i USA, Kanada och Storbritannien, för att om möjligt kunna rekonstruera företaget och undgå konkurs. Detta verkar inte kunna undvikas, eftersom man under året sålt av allt mer av sina tillgångar.

## Historia
Northern Telecoms ursprung kan spåras till 1882, då som en del av Bell Canada (Bell Telephone Company of Canada) för tillverkning av telefonutrustning. Fyra år senare tillverkades företagets första växelbord. Efterhand översteg tillverkningen av telefonutrustning behovet för Bell Canada, och för att möjliggöra annan tillverkning bildades 1895 bolaget Northern Electric and Manufacturing Company Limited. År 1914, genom fusioner, ändrades namnet till Northern Electric Company där det AT&T-ägda bolaget Western Electric ägde 43,6% av aktiestocken och resterande 56,4% av Bell Canada. 

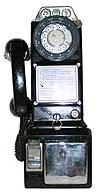
Myntapparat N233H

Det täta samarbetet med AT&T, Western Electric och Bell Canada fortsatte fram till 1956 då AT&T tvingades underteckna ett antitrustdekret samt sälja stora delar av sitt aktieinnehav i Northern Electric. Under denna period tillverkades en mängd olika produkter vid sidan av telefoniutrustning, som tex. brandlarm och grammofonskivor..
År 1975 bildades BNR (Bell Nortern Research) ett forsknings-, och utvecklingsbolag gemensamt ägt av Bell Canada och Northern Electric. Ett år senare ändrades företagsnamnet till Northern Telecom Limited, med inriktningen digitala telekommunikationsprodukter. Det datorstyrda telefonväxelsystemet DMS100 är ett exempel på en framgångsrik produkt. 
Northern Telecom var under 1980-talet nordamerikas näst största telekomtillverkningsföretag. 
År 1998, samtidigt som datakommunikationsföretaget Bay Network förvärvades ändrades företagsnamnet till Nortel Networks. Bluetail, ett svenskt företag specialiserat på det av Ericsson utvecklade programspråket Erlang, förvärvardes år 2000 genom köp av bolaget Alteon.
År 2009 såldes Nortels CDMA- och LTE-verksamheter till Ericsson.
År 2010 såldes även GSM-verksamheten till Ericsson, och slutligen köpte Ericsson även multitjänst-växelverksamheten från Nortel.